# 湯姆·約克
湯姆·約克（Thomas Edward Yorke，1968年10月7日—）生於英国英格兰北安普敦郡韦灵伯勒。他最為人熟知的身分是英國另類搖滾樂團—電台司令的主唱。同時也以創作歌手的身分錄製獨立唱片，他的首張個人專輯《拭除（The Eraser）》，在2006年7月10日於英國、7月11日日於美國發行。
主要演奏電吉他、箱琴吉他和鋼琴。也會打鼓和演奏貝斯（尤其是在期間）。他有一個名叫安迪（Andy）的弟弟，是「不可信之事實」樂團的成員之一。約克目前和他的父母一起住在英國的牛津地區。

## 早年生活
汤姆·约克于1968年10月7日生于英格兰北安普敦郡韦灵博勒。他出生的时候左眼麻痹，六岁时接受了五次眼部手术。约克说最后一次手术是拙劣的，使他的眼睑下垂。他决定不接受进一步的手术：“我认为我不喜欢像这样的事实，从那以后我就一直喜欢它。当人们说这些话的时候，我觉得这是骄傲的象征，我现在仍然如此。”
一家人经常搬家。约克出生后不久，他的父亲被苏格兰一家公司雇用，他是一名核物理学家，后来成为一家化学设备销售员。一家人一直住到约克七岁为止，他从一所学校搬到了另一所学校。1978年一家人在牛津郡定居，约克在那里就读斯坦德雷克小学。
约克七岁的时候受到皇后乐队布莱恩·梅的启发，得到了第一把吉他。在十岁的时候因为梅自制了Red Special，于是他也制作了自己的吉他。十一岁的时候他加入了自己的第一支乐队，并创作了第一首歌。在1985年音乐会看到苏西·苏斯（Siouxsie Sioux）启发他上场表演。
约克上了男子公立学校阿宾顿。他感觉自己与他人格格不入，而在音乐和美术学院找到了避难所。阿宾顿的音乐院长特伦斯·吉尔莫·詹姆斯（Terence Gilmore James）回忆说，由于约克不同寻常的外表，他显得“孤立和离群索居”，但又健谈且固执己见。他说，约克不像乐队的强尼，不是一个“伟大的音乐家”，而是一个“思想者和实验者”。约克感谢吉尔莫·詹姆斯和艺术部负责人为他成功所做的支持，“我绝对相信，如果这两个善良的人都没有这么做，那我就今天就不会达到这样的成就了。”

## 个人生活
约克是素食主义者，并批评了肉类工业。在2005年为动物权利基金会“动物援助（Animal Aid）”拍摄的电影中，他说：“社会认为有必要制造这样一种痛苦，以便人们吃他们不需要的食物……你至少应该意识到自己在做什么，而不是认为那就是您作为人类的权利。”